# Estação Palo Verde
A Estação Palo Verde é uma das estações do Metrô de Caracas, situada no município de Sucre, seguida da Estação Petare. Administrada pela C. A. Metro de Caracas, é uma das estações terminais da Linha 1.
Foi inaugurada em 19 de novembro de 1989. Localiza-se no cruzamento da Avenida Principal Las Vegas de Petare com a Rua 1 La Industria. Atende a paróquia de Petare.